# Teorema lui Newton (patrulatere)

P se află pe linia Newton EF

În geometria euclidiană, teorema lui Newton afirmă că în fiecare patrulater circumscris unui cerc (numit și circumscriptibil), în afară de romb, centrul cercului se află pe dreapta lui Newton.

## Enunț
Fie ABCD un patrulater tangențial (cu incercircumferință), care are cel mult o pereche de laturi paralele. Fie E și F mijloacele diagonalelor AC și BD, iar P centrul cercului înscris. În această configurație, punctul P se află pe dreapta Newton, adică pe dreapta EF ce unește mijloacele diagonalelor.
Un patrulater tangențial cu două perechi de laturi paralele este un romb. În acest caz, cele două mijloace și centrul cercului înscris coincid, iar prin definiție, nu mai există o dreaptă Newton distinctă, fiind redusă la un singur punct.

## Demonstrație
Teorema lui Newton poate fi dedusă ușor din teorema lui Anne, având în vedere că într-un patrulater tangential sumele laturilor opuse sunt egale (Teorema lui Pitot: a + c = b + d). Conform teoremei lui Anne, este suficient să arătăm că ariile triunghiurilor opuse PAD și PBC, respectiv PAB și PCD, sunt egale, pentru ca punctul P să se afle pe dreapta EF. Dacă r este raza cercului înscris, atunci r este înălțimea comună a tuturor celor patru triunghiuri.{\displaystyle {\begin{aligned}A(\triangle PAB)+A(\triangle PCD)&={\frac {1}{2}}ra+{\frac {1}{2}}rc={\frac {1}{2}}r(a+c)\\&={\frac {1}{2}}r(b+d)={\frac {1}{2}}rb+{\frac {1}{2}}rd\\&=A(\triangle PBC)+A(\triangle PAD).\end{aligned}}}